# Gladius (bezzałogowy system poszukiwawczo-uderzeniowy)

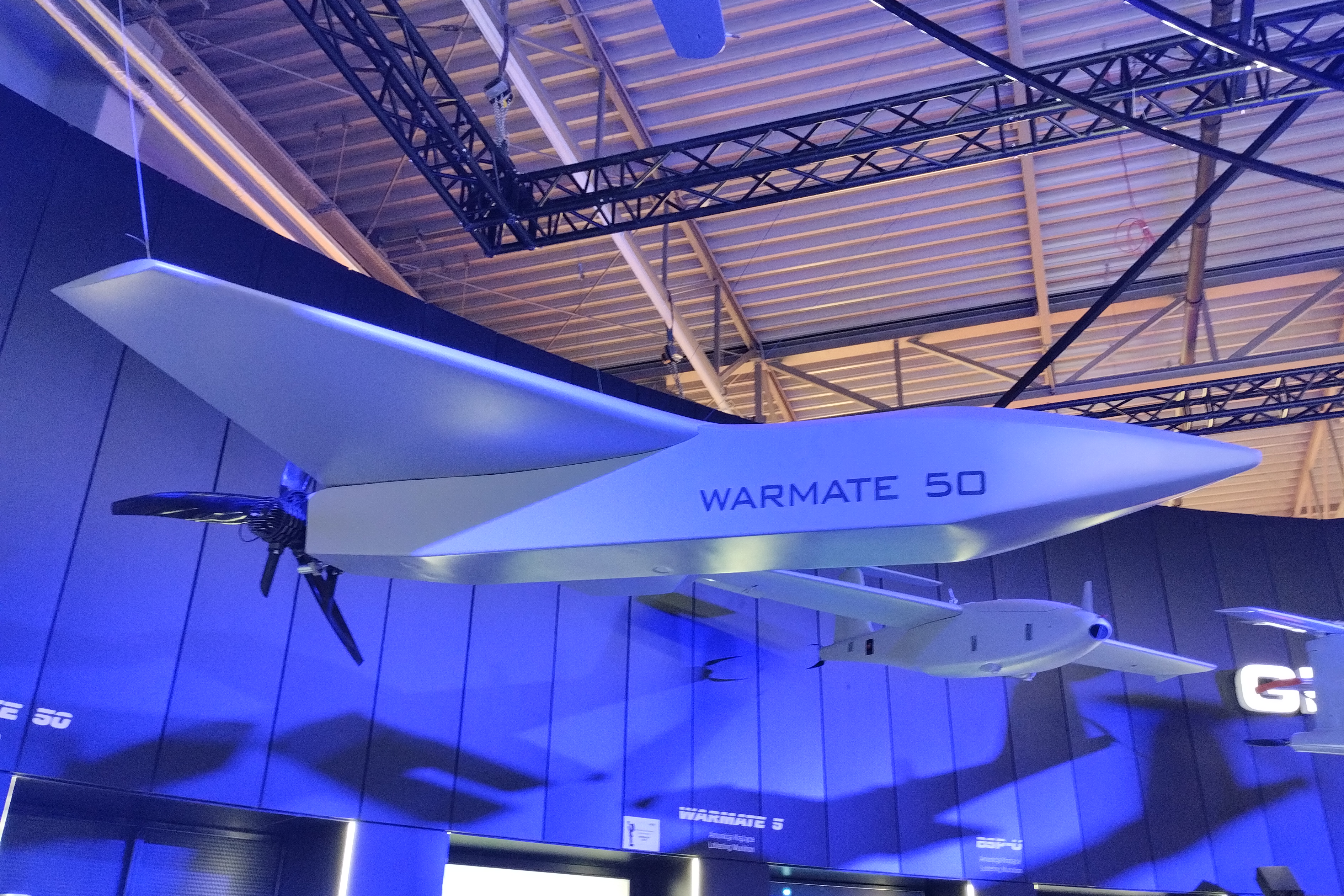
BSP-U w tle współtworzący system Gladius

Gladius – bezzałogowy system poszukiwawczo-uderzeniowy produkowany przez polską firmę WB Electronics.
Bezzałogowe systemy poszukiwawczo-uderzeniowe są połączeniem dwóch rodzajów BSP (bezzałogowych statków powietrznych) o wzajemnie uzupełniających się możliwościach. Pierwszym jest dron rozpoznawczy przeznaczony do obserwacji terenu, drugi natomiast to dron-kamikadze, czyli amunicja krążąca.
W przypadku systemu Gladius dronem rozpoznawczym jest bezzałogowa platforma powietrzna kategorii taktycznej krótkiego zasięgu FT5. Jest to dwusilnikowa konstrukcja, którą można wyposażyć w głowice optoelektroniczne, sensory COMINT/ELINT, detektory rozpoznawania skażeń oraz głowice bojowe. Można ją wykorzystywać do prowadzenia misji wywiadowczych, obserwacji pola walki, konwojowania, monitorowania skutków katastrof, czy też patrolowania granicy państwowej. FT5 może prowadzić rozpoznanie w dzień i w nocy, a także podczas trudnych warunków atmosferycznych. Może się utrzymywać w powietrzu do 10 godzin, a jego pułap to 5 km.
Drugim elementem jest dron BSP-U (U od wyrazu „uderzeniowy”), przeznaczony do precyzyjnego rażenia celów na odległość do 100 km. Integracja z używanym w Siłach Zbrojnych RP systemem kierowania ogniem Topaz ma zapewniać lepszą świadomość sytuacyjną pola walki. Posiada głowicę bojową o masie ok. 5 kg. Maksymalny czas lotu wynosi mniej więcej 2 godziny. Może startować z katapulty montowanej na samochodzie.
6 maja 2022 r. Agencja Uzbrojenia podpisała umowę z WB Electronics S.A. na dostawę czterech modułów bateryjnych Gladius (łącznie kilkaset sztuk) wraz z pakietem szkoleniowym i logistycznym o wartości ok. 2 mld PLN.